# Terrário bioativo

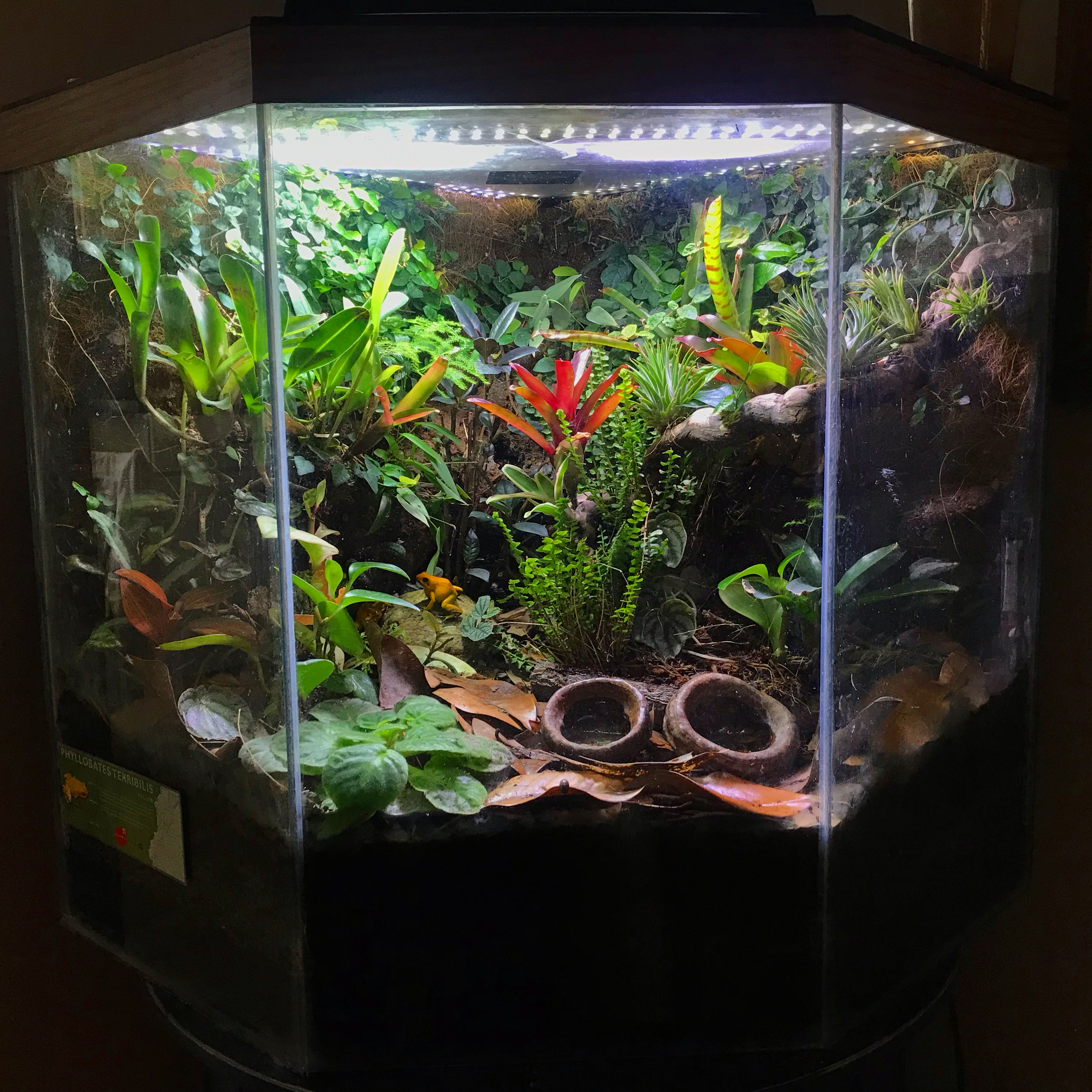
Rãs-dardo alojadas em um terrário de exposição bioativa densamente plantado

Um terrário bioativo (ou vivário) é um terrário para abrigar uma ou mais espécies de animais terrestres que inclui plantas vivas e populações de pequenos invertebrados e microrganismos para consumir e decompor os resíduos das espécies primárias. Em um terrário bioativo funcional, os resíduos serão decompostos por esses detritívoros, reduzindo ou eliminando a necessidade de limpeza da gaiola. Biotérios bioativos são usados por zoológicos e amadores para abrigar répteis e anfíbios em um ambiente esteticamente agradável e enriquecido.

## Invólucro
Qualquer terrário pode se tornar bioativo pela adição de substrato apropriado, plantas e detritívoros. Os recintos bioativos são frequentemente mantidos como terrários de exibição construídos de PVC, madeira, vidro e/ou acrílico. Os invólucros bioativos em gaiolas do tipo "rack" de laboratório são incomuns.

## Equipe de limpeza

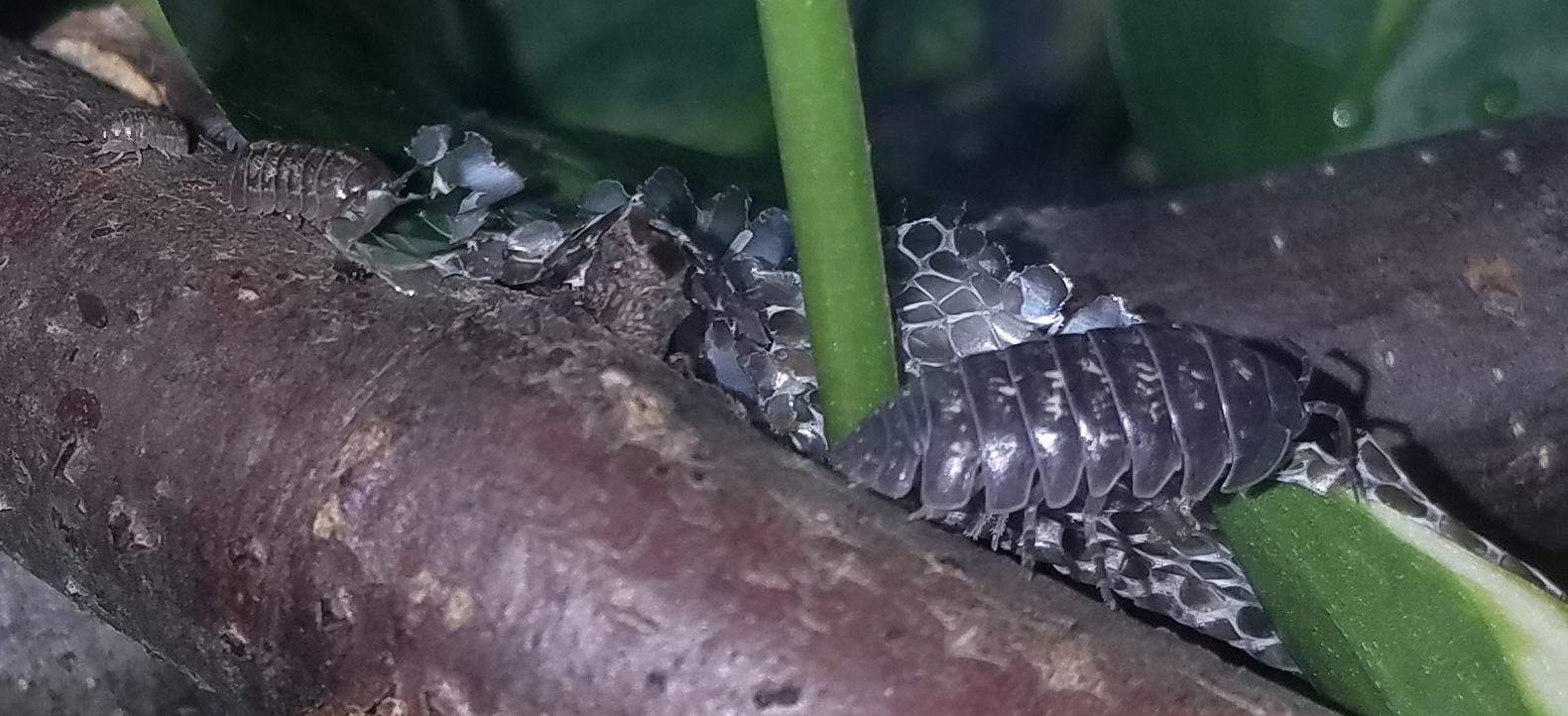
Isópodes consumindo a pele descartada de uma cobra em um terrário bioativo

Os resíduos das espécies primárias são consumidos por uma variedade de detritívoros, chamados de "equipe de limpeza" pelos amadores. Isso pode incluir tatuzinhos-de-jardim, colêmbolos, minhocas, milípedes e vários besouros, com espécies diferentes sendo preferidas em habitats diferentes - a equipe de limpeza de um terrário bioativo de floresta tropical pode contar principalmente com colêmbolos, isópodes e minhocas, enquanto um habitat desértico pode usar besouros. Se a espécie primária for insetívora, ela pode consumir a equipe de limpeza e, portanto, a equipe de limpeza deve ter retiros suficientes para evitar ser completamente despovoada.
Além disso, os terrários bioativos geralmente têm uma população florescente de bactérias e outros microrganismos que decompõem os resíduos da equipe de limpeza e das espécies primárias. Os fungos podem ocorrer como parte do ciclo do terrário e serão consumidos pela equipe de limpeza.

## Substrato

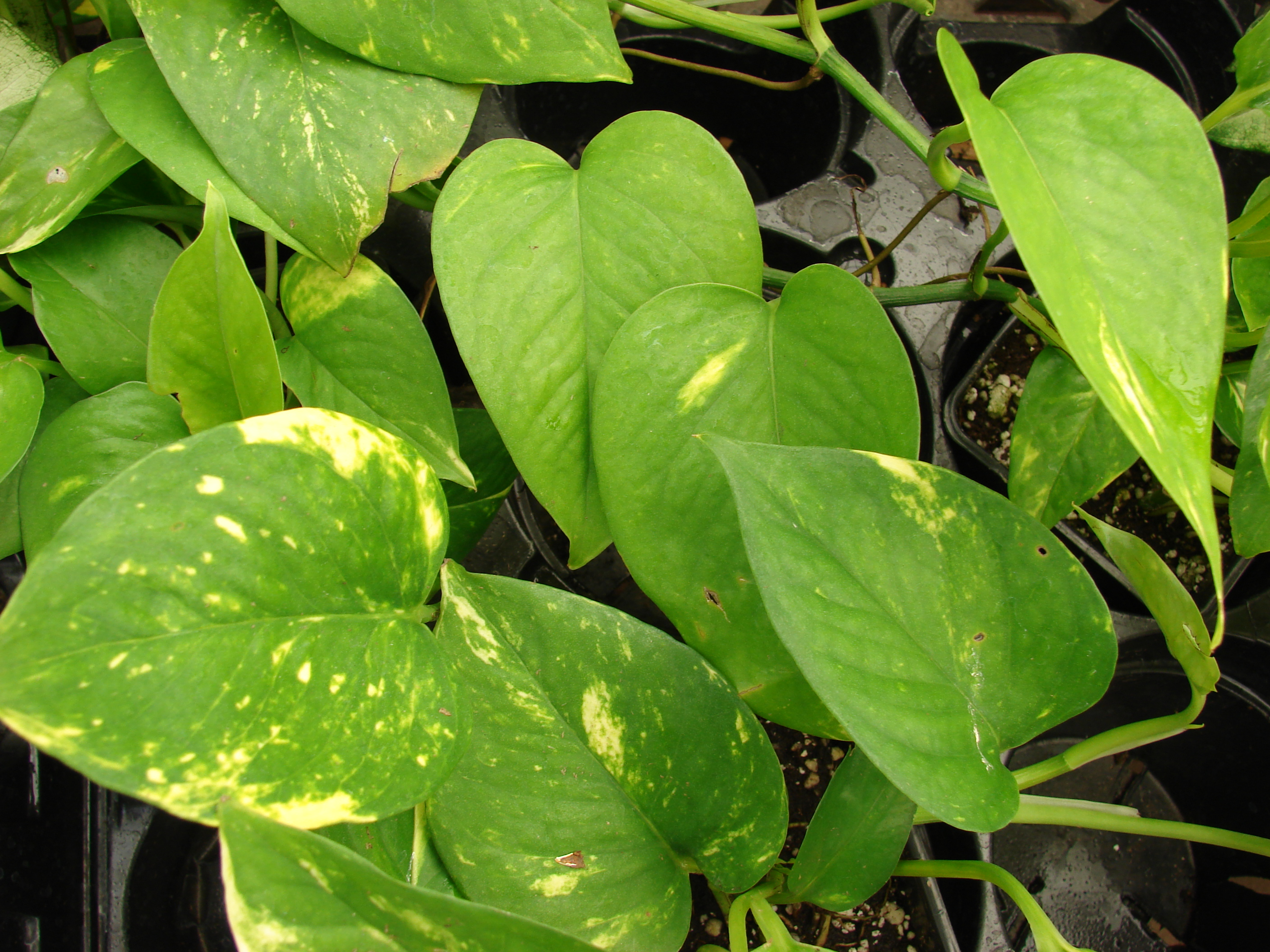
O Pothos Dourado (Epipremnum aureum) é frequentemente usado em terrários bioativos devido à sua robustez e capacidade de remover resíduos nitrogenados

Os recintos bioativos exigem algum tipo de substrato para o crescimento de plantas e para fornecer habitat para a equipe de limpeza. A escolha do substrato é normalmente determinada pelo habitat das espécies primárias (por exemplo, selva vs deserto) e criada pela mistura de uma variedade de componentes, como solo vegetal orgânico (livre de pesticidas e fertilizantes não biológicos), turfa, fibra de coco, areia, musgo esfagno de fibra longa, cobertura morta de cipreste e casca de orquídea em proporções variáveis.
Em habitats úmidos, normalmente há uma camada de drenagem abaixo do substrato para permitir que a água se acumule sem saturar o substrato. A camada de drenagem pode ser construída com cascalho grosso, pedras, agregado de argila expandida ou pode ser totalmente sintética; a camada de drenagem é normalmente separada do substrato sobrejacente com uma malha plástica fina. Além disso, alguns terrários bioativos incluem serapilheira, que pode servir como alimento e microhabitat para a equipe de limpeza.

## Plantas
O uso de plantas vivas em um terrário bioativo fornece cobertura para os animais que habitam o recinto, é esteticamente agradável em um recinto de exibição e pode ajudar a absorver resíduos nitrogenados que poderiam se acumular em um sistema. Oferecer uma variedade de plantas que crescerão e serão podadas durante a manutenção oferece esconderijos para os habitantes do terrário que mudam ao longo do tempo. Esta é uma forma de enriquecimento recomendada para a manutenção de répteis.

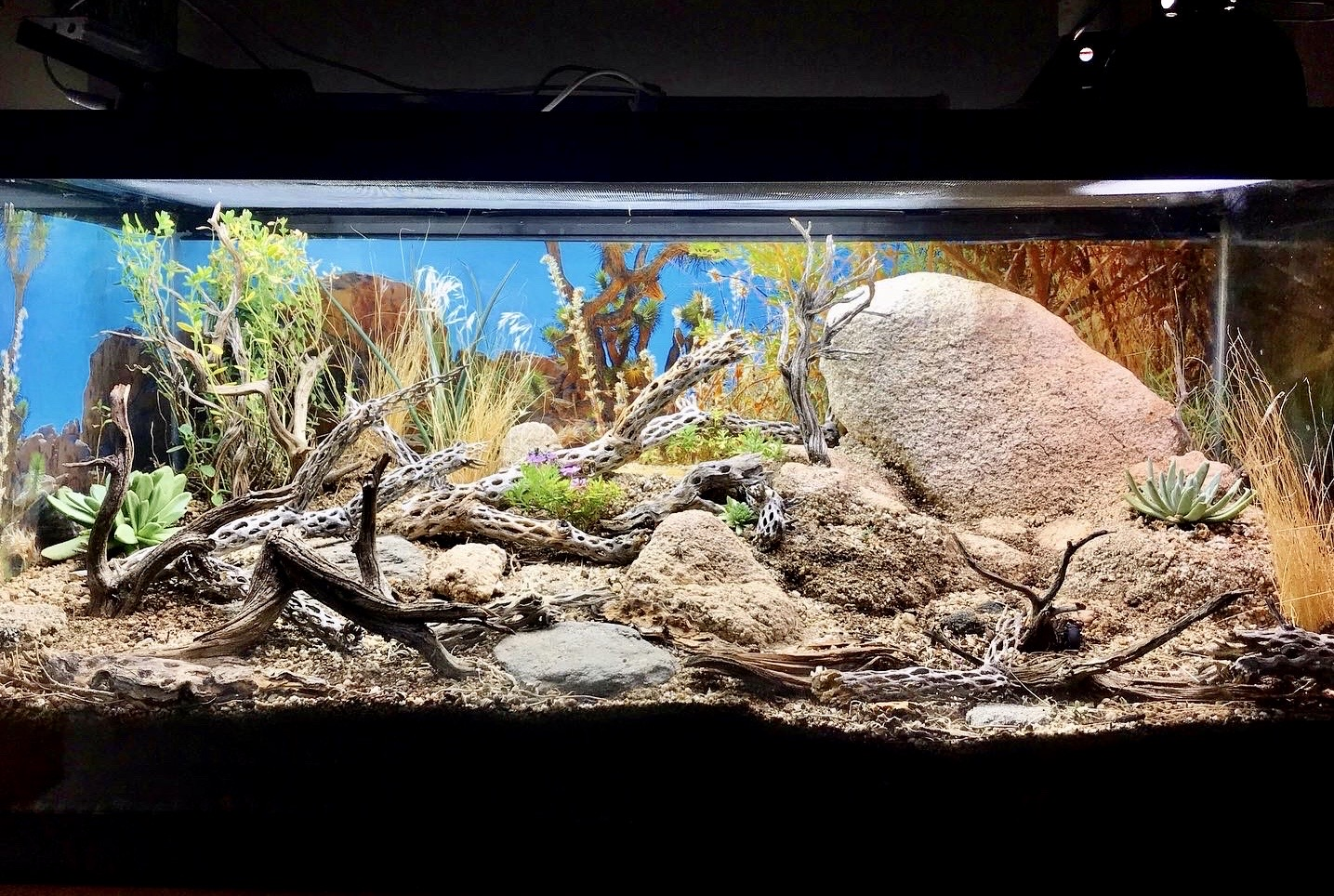
Um vivário árido bioativo para abrigar lagartixas-leopardo